# 4965 Takeda
A 4965 Takeda (ideiglenes jelöléssel 1981 EP28) a Naprendszer kisbolygóövében található aszteroida. Schelte J. Bus fedezte fel 1981. március 6-án.